# كريس كومونز
كريستيان أران كومونز (بالإنجليزية: Kristian Arran "Kris" Commons)‏ وهو لاعب كرة قدم أسكتلندي في مركز الوسط المهاجم ولد في يوم 30 أغسطس 1983 في مدينة مانسفايلد في إنجلترا وهو يلعب حالياً مع نادي سيلتك وسبق له اللعب مع ديربي كاونتي ونوتنغهام فورست وستوك سيتي ولعب مع منتخب اسكتلندا لكرة القدم.

## مسيرته الكروية
لعب كريس كومونز خلال مسيرته الاحترافية مع 5 أندية في ثمانية عشر موسمًا وسجل خلالها 123 هدف ضمن 412 مباراة. حيث فاز في ثلاثة مواسم بالكأس وستة مواسم بالدوري.
خاض كريس كومونز مسيرته مع نادي ستوك سيتي في موسم 2001–02 واستمر معه طيلة ثلاثة مواسم، مشاركًا في 41 مباراة سجل خلالها 5 أهداف. ثم انتقل إلى نادي نوتينغهام فورست في موسم 2004–05 ليلعب معه أربعة مواسم، حيث شارك في 138 مباراة سجل خلالها 32 هدفًا. لينتقل بعدها إلى نادي ديربي كاونتي في موسم 2008–09 واستمر معه طيلة ثلاثة مواسم، مشاركًا في 80 مباراة سجل خلالها 21 هدفًا. ثم انتقل إلى نادي سلتيك في موسم 2010–11 ليلعب معه سبعة مواسم، مشاركًا في 148 مباراة سجل خلالها 63 هدفًا. هذا وانتقل لاحقًا إلى نادي هيبرنيان في موسم 2016–17 لمدة موسم واحد، مشاركًا في 5 مباريات سجل خلالها هدفين.

## روابط خارجية
- كريس كومونز على موقع الاتحاد الدولي (مؤرشف)  (الإنجليزية)
- كريس كومونز على موقع الاتحاد الإسكتلندي (الإنجليزية)
- كريس كومونز على موقع إي إس بي إن إف سي (الإنجليزية)
- كريس كومونز على موقع قاعدة بيانات كرة القدم.إي يو (الإنجليزية)
- كريس كومونز على موقع ناشيونال فوتبول تيمز (الإنجليزية)
- كريس كومونز على موقع Soccerbase.com (لاعب) (الإنجليزية)
- كريس كومونز على موقع Soccerway.com (الإنجليزية)
- كريس كومونز على موقع عالم كرة القدم.نت (الإنجليزية)
- كريس كومونز على موقع AS.com (الإسبانية)